# أرماندو كورونا ريفيرا
أرماندو كورونا ريفيرا هو سياسي مكسيكي، ولد في 17 فبراير 1966 في Ixtapaluca ‏ في المكسيك. نشط حزبياً في الحزب الثوري المؤسساتي. وقد انتخب عضو مجلس النواب المكسيك ‏.